# Беслет (защитена местност)
Беслет е защитена местност в България. Разположена е в землището на село Ковачевица, област Благоевград.
Разположена е на площ 57,9 ha. Обявена е на 18 юни 2007 г. От 2 октомври 1986 до 18 юни 2007 г. е буферна зона на поддържания резерват „Тъмната гора“.
На територията на защитената местност се забраняват:
- строителството на сгради и пътища от републиканската пътна мрежа;
- разкриване на кариери, изменянето на водния режим, замърсяването с химически вещества, промишлени и битови отпадъци;
- използване на химически средства за растителна защита;
- лагеруване и палене на огън извън определените места;
- ловуване;
- залесяването с неприсъщи за района дървесни видове.[1]

Разрешават се:
- извеждане на сечи, предвидени в горите със специално предназначение;
- провеждане на ловностопански мероприятия;
- паша на домашни животни /без кози/ в определените с лесоустройствения проект пасищни площи и в поземления фонд;
- косене на сено.[1]